# Hanover Courthouse
La census-designated place de Hanover Courthouse est le siège du comté de Hanover, dans le Commonwealth de Virginie, aux États-Unis. Sa population s’élevait à 252 habitants lors du recensement de 2010.

## Source
- (en) Cet article est partiellement ou en totalité issu de l’article de Wikipédia en anglais intitulé « Hanover Courthouse, Virginia » (voir la liste des auteurs).